# Марія Амелія Осташевська
Марія Амелія з Осташевських Дзедушицька, герба Остоя (нар. 25 березня 1851, Вздув, Польща — 25 липня 1918, Ясьонув, Польща) — громадська активістка, власниця маєтку в Ясьонув в Підкарпатському воєводстві.

## Життєпис
Як дівчинка-підліток Марія допомагала лікувати рани січневих повстанців, які повернулися з боїв у 1863 році і перебували у дворі у Вздуві. Її батько Теофіл Войцех Осташевський був письменником. Під час повстання переховував повстанців у Вздуві.
Її мати, Емма Осташевська з Залуських була піаністкою і навчила Марію грати на фортепіано.
Марія мала трьох братів: Адам (1860—1934) — польський вчений і винахідник; Станіслав (1962—1915) — промисловець, винахідник; Казімір (1864—1948) — селекціонер, публіцист і композитор.
Марії Осташевської взяла шлюб 29 квітня 1882 року в Ясьонуві з Августом Дзедушицьким (1844—1922), старостою з Гродку, камергером австрійського двору.
У них були діти:
- Емма Дзедушицька (1883—1970)
- Цецилія Дзедушицька (1885—1962), одружена з Октавом Дощотем (1887—1933)
- Амелія Дзедушицька (1889—1942)
- Зофія Дзедушицька (1890—1959), одружена з Яном Віктором

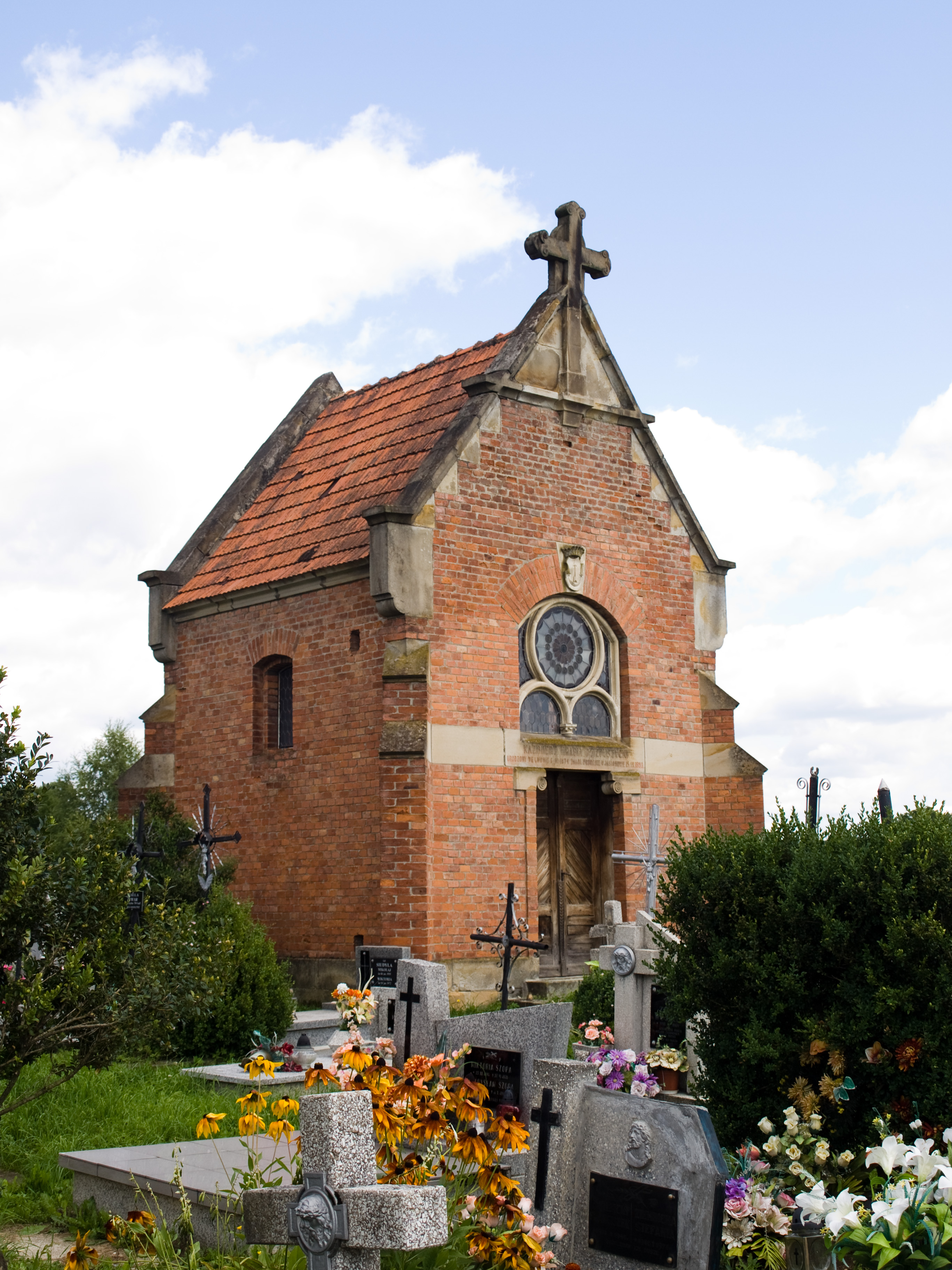
Каплиця кладовища Дзедушицьких в Ясьонуві